# سخينة
الحمين ، أو السخينة أو الدفينة في المغرب، طبق  تقليدي. يتم تحضير الحمين عن طريق الغلي بدرجة حرارة منخفضة لمدة طويلة (12 ساعة أو أكثر)، والحمين يتناول غذاء
المكونات الأساسية هي اللحم والبطاطس والفاصولياء
والشعير. 
كلمة حمين חמין 

## المغرب
في المغرب، الطبق السخين الذي يتناوله اليهود يسمى السخينةوهي كلمة عربية. تحضر السخينة بالحمص والأرز والحنطة والبطاطس واللحم والبيضات الكاملة. أما البهارات فيستخدم الثوم والقرفة والفلفل الإفرنجي والزنجبيل والفلفل الأسود بالإضافة إلى البيض التي تصير دهنية وبنية اللون خلال عملية الطهي الطويلة.
وفي الأندلس سابقا و في المغرب الكبير حاليا تسمى هذه الوجبة «الدفينة».

## الخلفية
تم تطوير يخنات السبت على مر القرون لتتوافق مع القوانين اليهودية التي تحظر الطهي يوم السبت. يغلى القدر يوم الجمعة قبل بدء السبت وأحيانا يحفظ على مبيض أو لوح تسخين أو يترك في فرن بطيء أو طباخ كهربائي بطيء حتى اليوم التالي. نشأت السخينة كعصيدة شعير في العهد القديم كنوع من "الهريسة". وعلى مر القرون ابتكرت مجتمعات الشتات اليهودية المختلفة أشكالها الخاصة من الطبق بناء على الموارد الغذائية المحلية وتأثير الحي.

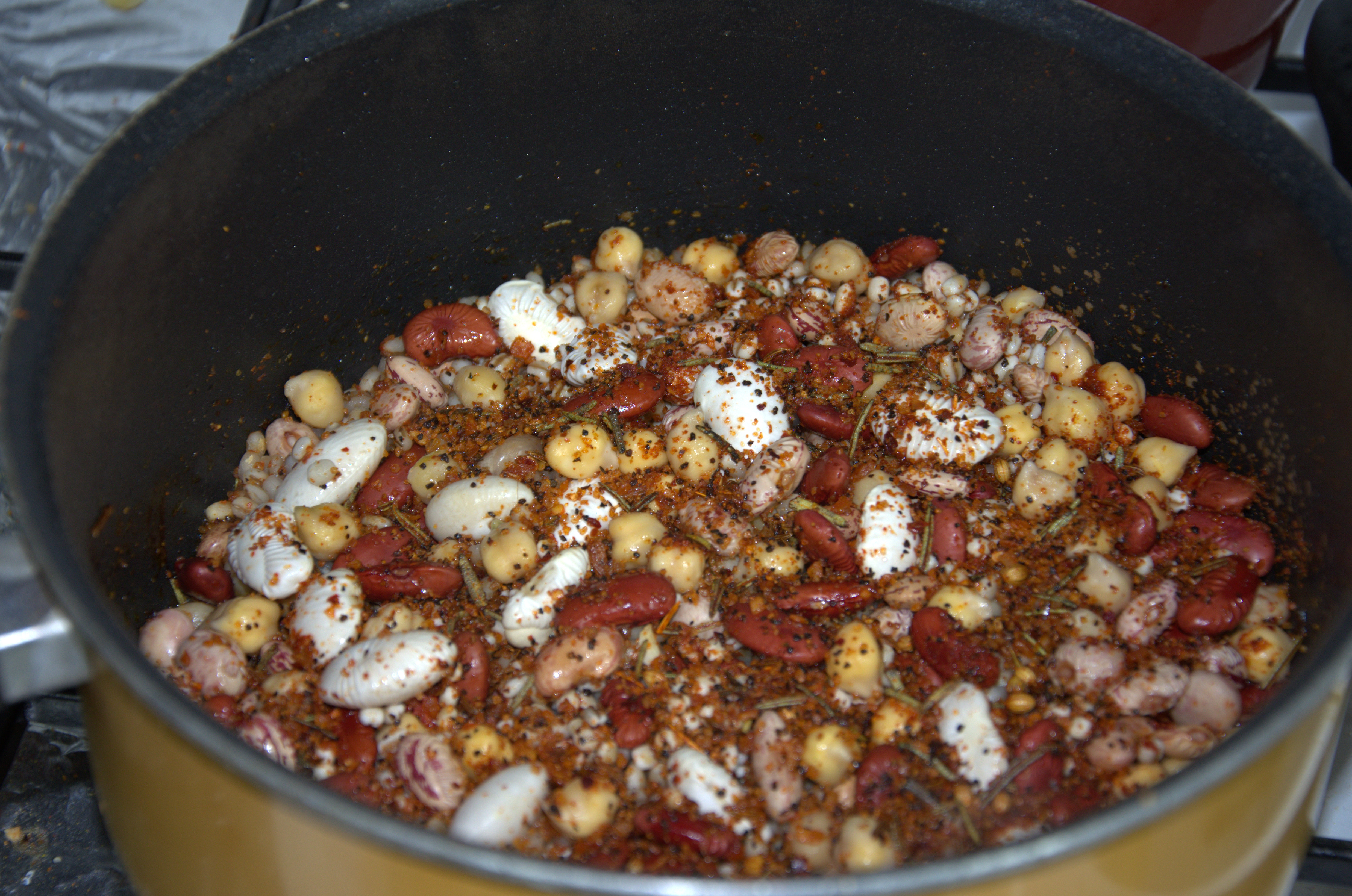
السخينة أثناء عملية الطهي

## التاريخ
تعود أصول السخينة إلى القرن الحادي عشر عندما استعادت المسيحية الأندلس أو إسبانيا الإسلامية، وعندما انتشرت تقنيات الطهي من الفترة المغاربية شمالًا إلى أوروبا عبر بروفانس. أما في أواخر القرن الثاني عشر أو أوائل القرن الثالث عشر أصبح حساء السبت جزءًا من التقاليد في فرنسا.

### التبادل الكولومبي: البطاطس، الطماطم، الهريسة، الفاصوليا
حتى في نسخة الطبق القديمة من المحتمل أن الخضروات كانت مكملة لليخنات بالخضروات المحلية مثل الكراث والثوم والبصل، والتي كانت في متناول المجتمعات الفقيرة مثل الأشكنازي المستقبليين. وليس لدى المؤرخين سوى القليل من الأدلة غير الاتجاهات الاقتصادية الحديثة؛ ولم تكن هذه الوصفات موثقة بشكل جيد في ذلك الوقت، كما أن تحلل الخضروات يجعل من الصعب العثور على دليل أثري قاطع على وجودها في أي فترة معينة.

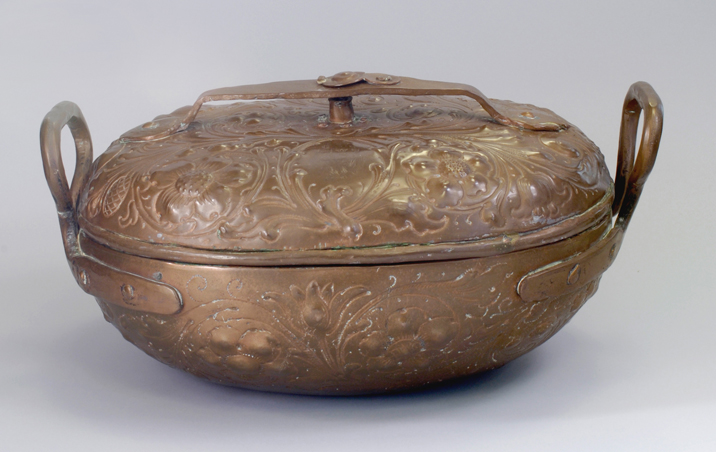
وعاء تشولنت من أوروبا الشرقية في كاليفورنيا عام 1700.

وبعد البورصة الكولومبية ارتفعت شعبية الخضروات الجديدة مثل البطاطس والطماطم والفاصوليا. فلقد قدموا المزيد من العناصر الغذائية الأساسية بتكاليف أقل من اللحوم ولكن بنكهة أكثر من الشعير أو القمح أو الأرز. وفي منطقة المغرب العربي، كان الفلفل الحار الحار من أمريكا الجنوبية يسمى "الهريسة" ويزدهر في تربة المنطقة. حيث أدى الطهي البطيء للقمح المطحون والطماطم والهريسة إلى إنشاء صلصة حارة أضافت نكهات جديدة إلى أطباق الأرز الكلاسيكية.
وسرعان ما حلت الفاصوليا القادمة من العالم الجديد محل الشعير والأرز المستخدم في شمال أفريقيا وأوروبا. أما في اليونان وتركيا فقد استبدلت "أفيكاس" الأرز في لحم الخنزير بالفاصوليا البيضاء وحتى حبوب الفاصوليا الصغيرة المتبقية من عشاء ليلة الجمعة في يوم السبت.

## الطبخ الطائفي
في ضواحي أوروبا والأحياء الدينية في القدس ومدن أخرى وقبل ظهور الكهرباء وغاز الطهي، كان يتم إحضار وعاء به المكونات المجمعة ولكن غير المطبوخة إلى الخباز المحلي قبل غروب الشمس. حيث كان الخباز يضع الوعاء الذي يحتوي على خليط السخينة في فرنه والذي كان دائمًا مشتعلًا، وكانت العائلات تأتي لالتقاط السخينة المطبوخة في صباح اليوم التالي. وقد لوحظت نفس الممارسة في المغرب حيث تم وضع أواني الدفينة السوداء طوال الليل في أفران الخبازين ثم تم تسليمها بواسطة مساعدي الخبازين إلى المنازل في الصباح. وكانت اليخنات تتميز بمعجون الدقيق الذي يستخدم لإغلاق الأواني لمنع الطهي والتدخل مما قد يؤدي إلى تحول الوجبة إلى تريف.

## طرق تحضير الحمين
الحمين السفاردي يحضر بالخضار الكاملة بالإضافة للحم أو الدجاج. يحشى الخضروات الكاملة مثل الطماطم أو الفلفل الحلو أو الباذنجان أو الكوسى
بمزيج من الأرز واللحم ثم توضع في الوعاء مع اللحم أو الدجاج أو الحمص. ويضيف السفارديون البهارات مثل الكمون والفلفل الحار.